# Gemma Massey
Gemma Massey, née le 30 septembre 1984 à Tamworth (Staffordshire), est un mannequin de charme et une actrice pornographique britannique.

## Biographie

### Modèle de charme
Gemma Massey travaille dans un supermarché quand un photographe la remarque et lui propose de poser pour lui,. Sans jamais y avoir songé, la jeune femme entame ainsi une carrière de modèle de charme. Elle commence à poser pour la « page 3 (en) » de tabloïds comme The Sun ou The Daily Sport avant d’apparaître dans divers magazines pour adultes (Adult Sport...).
À partir de 2007, elle apparaît sur des sites comme Only Opaque, Only Secretaries, Only Tease ou Twistys. Elle pose pour FHM, Penthouse et devient Cybergirl pour Playboy,. On la retrouve aussi dans plusieurs éditions « papier » du magazine aux longues oreilles.
En juillet 2009, la belle anglaise est choisie pour être Twistys Treat of the Month, et lance son propre site internet.

### Actrice pornographique
En 2010, elle signe un contrat d'exclusivité avec Bluebird Films et accepte de tourner dans des films pornographiques. Au cours de ses premiers mois d'activité dans le « x », Gemma Massey n'apparaît que dans des scènes lesbiennes ou des scènes de masturbation. Elle tourne une dizaine de films avec notamment Linsey Dawn McKenzie, Michelle Thorne ou Anna Lovato et tient la vedette de Gemma Massey's Lady Days.
En avril 2011, on la voit dans sa première scène hétérosexuelle « hardcore ». On la retrouve aussi brièvement dans A Royal Romp, une parodie du mariage princier anglais. Toujours dans la veine parodique, elle interprète dans Katwoman XXX un pendant féminin du « Joker » incarné par Paul Chaplin qui est à la fois son producteur et son partenaire à l'écran. Le film de Nicholas Steele bat des records de vente et obtient 10 nominations aux AVN awards.
En novembre, elle pose pour Holly Randall, dévoilant une poitrine augmentée pour la quatrième fois. Elle lance la promotion de son calendrier. En 2012, elle est nommée aux AVN Award et aux XBIZ Award dans la catégorie « meilleure actrice étrangère ». Au sommet de sa popularité et installée depuis plus de trois ans parmi les modèles les plus recherchés sur Freeones.com Gemma Massey obtient la consécration en février 2012 en étant élue vedette préférée par les utilisateurs du site,.
Elle est une des rares britanniques à mener une carrière internationale dans la pornographie. Elle affirme que ses parents ont finalement accepté l'idée que tourner des films pornographiques n'est pour elle qu'un travail, et que ce sont uniquement des motivations financières qui lui ont fait délaisser le glamour pour le hardcore, beaucoup plus rémunérateur,. Elle passe d'ailleurs pour avoir un des plus gros salaires contractuels de l'industrie du X accompagnés d'autres avantages comme la mise à sa disposition d'une maison, d'une voiture et de la prise en charge de ses extensions capillaires comme de ses opérations de chirurgie esthétique,.
Après que Paul Chaplin ait quitté la tête de Bluebird Films, Gemma Massey annonce fin mai 2012 qu'elle n'a pas souhaité renouveler son contrat avec la société et qu'elle abandonne la pornographie hardcore pour redevenir modèle de charme. Elle continue de proposer à ses fans des chats et des show sexys sur webcam et travaille dorénavant pour Elite TV,.

## Récompenses et nominations
Nominations
- 2012 : AVN Award : Female Foreign Performer of the Year
- 2012 : XBIZ Award : Female Foreign Performer of the Year

## Filmographie

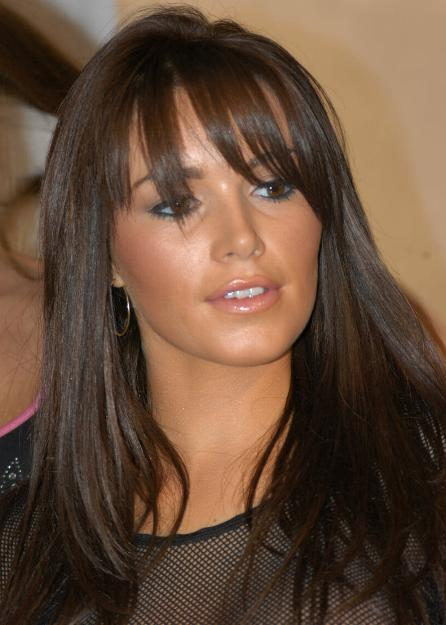
Gemma Massey le 10 janvier 2007
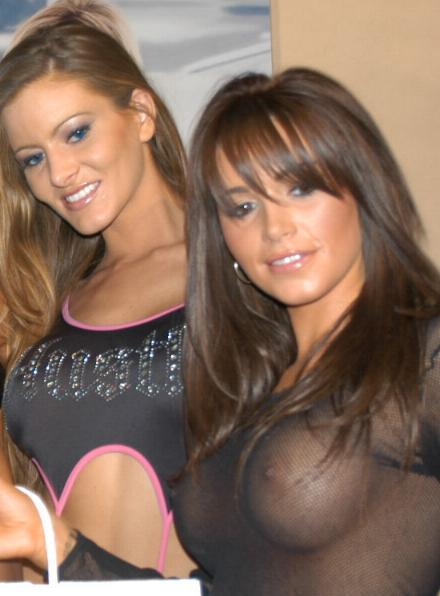
Gemma Massey le 10 janvier 2007
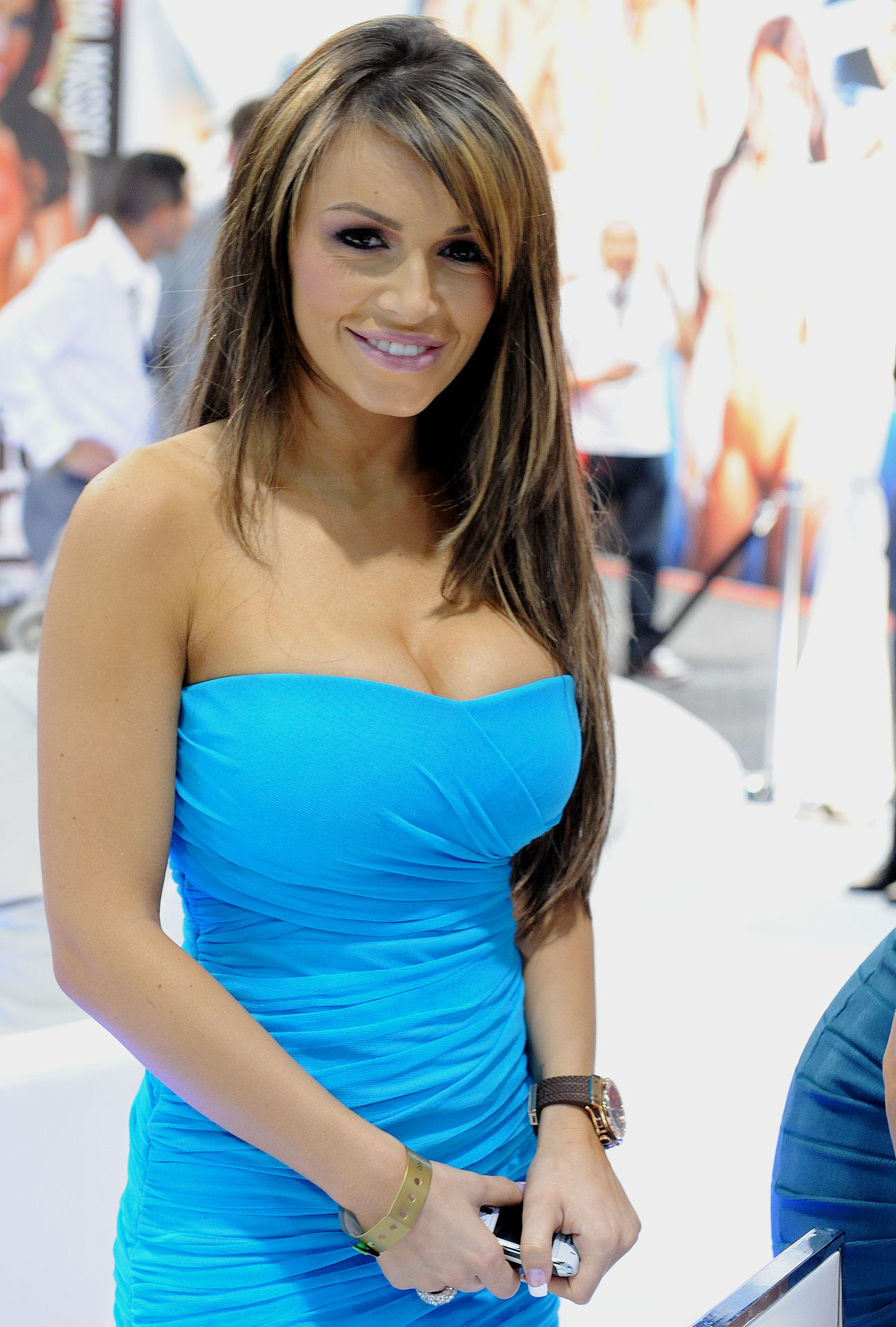
Gemma Massey le 7 janvier 2011
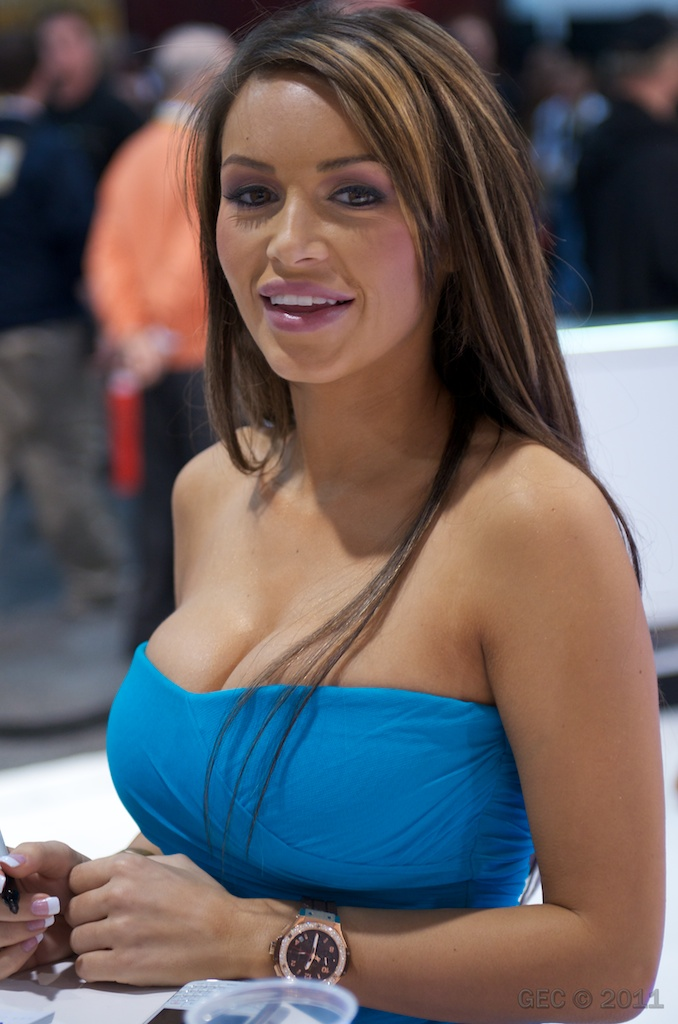
Gemma Massey le 7 janvier 2011

## Photographie
Apparitions dans les numéros spéciaux de Playboy
- Playboy's Nudes, Printemps 2007
- Playboy's Lingerie, Juin-Juillet 2007
- Playboy's Lingerie, Août-Septembre 2007
- Playboy's Lingerie, Octobre-Novembre 2007
- Playboy's Lingerie, Décembre-Janvier 2008
- Playboy's Lingerie, Juin-Juillet 2008
- Playboy's Sexy 100, printemps 2008
- Playboy's Lingerie, Octobre-Novembre 2009
- Playboy's Sexy 100, printemps 2009

Autres magazines
- Bare and Naked Celebrities (Royaume-Uni), n° 19, août 2007 (couverture)
- Adult Sport (Royaume-Uni), n° 183, 2009
- Adult Sport (Royaume-Uni), n° 211, 2009
- Mayfair (en) (Royaume-Uni), Vol.45, n°3, 2010
- Men's World (en) (Royaume-Uni), 22 juin 2010
- Mayfair (Royaume-Uni), Vol.46, n°3, 2011 (en couverture)
- Men Only (en) (Royaume-Uni), Vol.75, n°6,
- Gemma Massey Official 2012 calendar , 2011
- Mayfair (Royaume-Uni), Vol.47, n°12, 2012 (en couverture)